# كينت هاوورث
كينت هاوورث هو أمين الأرشيف كندي، ولد في 1946، وتوفي في 2003.